# هوهانس ملیک-آقامالیان
هوهانس قاهرامانی ملیک-آقامالیان (ارمنی: Հովհաննես Ղահրամանի Մելիք-Աղամալյան؛ زادهٔ ۱۸۶۱ - درگذشته nil) یک سیاستمدار اهل ارمنستان که از تاریخ مارس ۱۹۰۴ تا تاریخ دسامبر ۱۹۱۰ و سپس دوباره از تاریخ فوریه ۱۹۱۲ تا تاریخ دسامبر ۱۹۱۴ سمت شهردار ایروان را برعهده داشت.

## زندگی‌نامه
در ۱۸۶۱ در ایروان به دنیا آمد . وی همچنین برنده نشان آنای مقدس (درجه دو و درجه سه)، نشان استانیسلاس مقدس (درجه دو و درجه سه)،  نشان ولادیمیر مقدس (درجه چهار) و نشان شیر و خورشید شده‌است. ویدر ایروان درگذشت.   تاریخ درگذشت وی نامعلوم است.

## یادداشت
1. ↑  Երևանի քաղաքագլուխ